# Église Sainte-Catherine de Tonnerre
Pour les articles homonymes, voir église Sainte-Catherine.
Une crypte nommée église Sainte-Catherine est située sous la place de la halle Daret à Tonnerre, en France,.

## Localisation
L'église est située dans le département français de l'Yonne, sur la commune de Tonnerre.

## Historique
La crypte est classée au titre des monuments historiques en 1862.